# Sturlungar

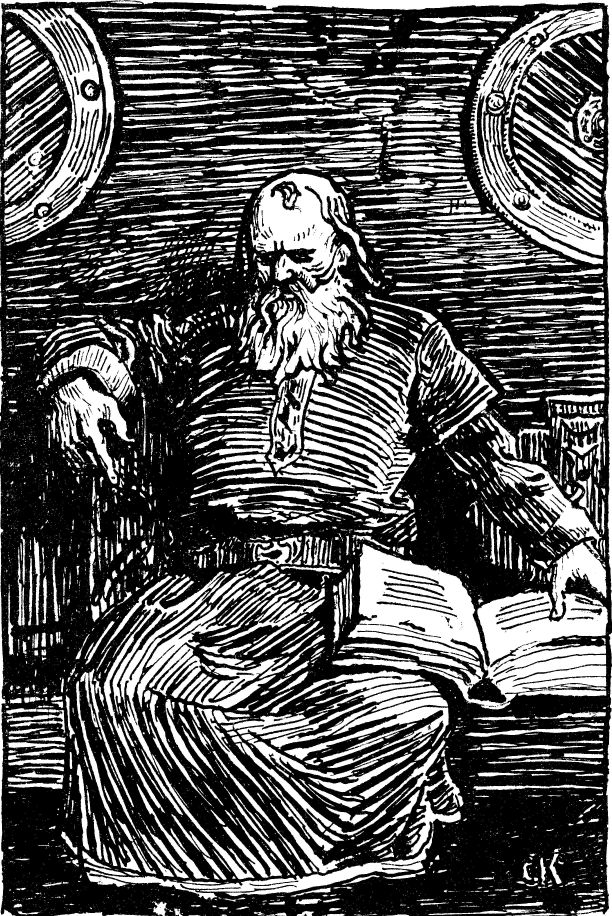
Imagem artística de Snorri Sturluson,
o patriarca dos Sturlung.

Os Sturlung (islandês: Sturlungar) foram um importante clã medieval da antiga Islândia, com uma posição proeminente durante os séculos XII e XIII, no período do Estado Livre.
A história deste clã está retratada na Saga de Sturlung (do séc. XIII).
O seu fundador foi Sturla Tordsson den eldre (1115–1183). Pertenceram ao clã vários líderes, assim como historiadores e poetas, entre os quais o poeta e político Snorri Sturluson, o poeta e político Sturla Tordsson, e o escaldo Olav Tordsson Hvitaskald.
Dado o seu importante papel nestes tempos conturbados, o nome dos Sturlungs ficou associado ao período final do Estado Livre Islandês - a Era de Sturlung.